# Herz-Jesu-Kirche (Heuweg)

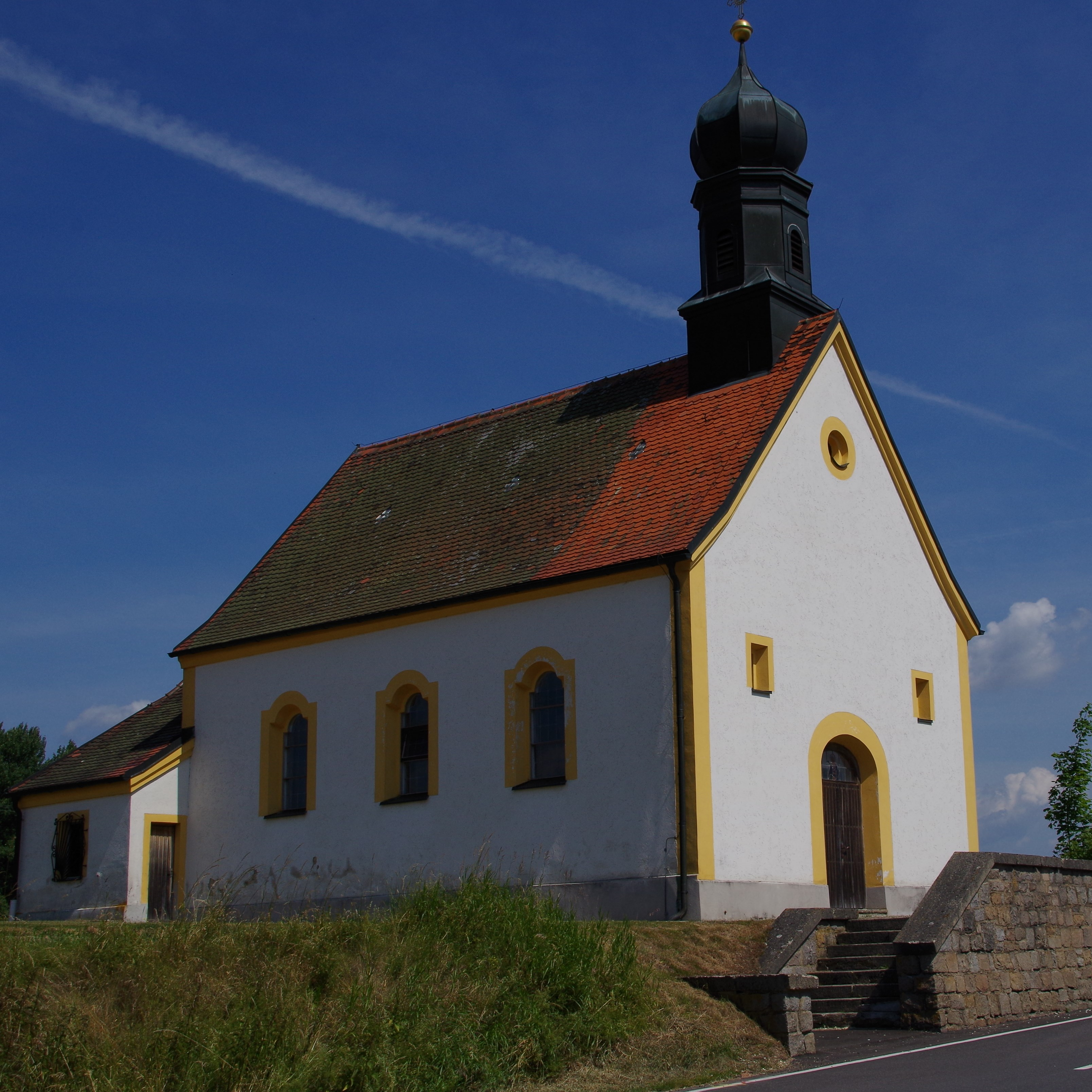
Herz Jesu

Die Herz-Jesu-Kirche ist eine denkmalgeschützte katholische Nebenkirche. Sie steht ortsbildprägend an der Staatsstraße 2145 in Heuweg, einem Gemeindeteil von Altenthann.

## Geschichte
Die Kirche wurde ursprünglich als Schulkapelle für die nahe Volksschule Lichtenwald erbaut. Ihr Bau wurde 1920 von dem Pettenreuther Pfarrer Josef Schreiner initiiert, der damals als junger Kooperator in Altenthann seinen seelsorgerischen Dienst versah. Das notwendige Grundstück wurde von der ortsansässigen Land- und Gastwirtsfamilie Rösl gestiftet. Die Kirche entstand durch Geld- und Materialspenden sowie durch Hand- und Spanndienste der Gläubigen der Filialgemeinde Lichtenwald.
1948 erfolgte eine weitgreifende Trockenlegung, da das Gestühl direkt auf dem Erdboden errichtet worden war. Bei dieser Baumaßnahme wurde auch zusätzlich eine Empore errichtet, welche zunächst ein Harmonium beheimatete.
1980 wurde die Kirche im Außen- und Innenbereich saniert und erhielt 1994 eine neue Podestbebalkung der Kirchenstühle.

## Baukörper
Die Kirche ist als giebelständiger Satteldachbau mit eingezogener Apsis und Dachreiter mit Zwiebelhaube ausgeführt.

## Ausstattung
Die Kirche ist ohne nennenswerten kunsthistorischen Schmuck ausgestattet. Das wertvollste Objekt ist ein fünfregistriges, barockes Orgelpositiv mit Teilen aus der Zeit vor 1800 und aus dem 19. Jahrhundert. Es gelangte aus der Pfarrkirche Altenthann über Lichtenwald 1946 in die Kirche. Die letzte Transferierung wurde von Eduard Hirnschrodt vorgenommen. Dabei wurden der Orgel vier neue Register hinzugefügt. 1986 restaurierte Johann Rickert das Instrument unter der Fachberatung von Eberhard Kraus.